# Комісія законодавча 1767—1768
Комісія законодавча 1767—1768 (також Уложена комісія) була створена згідно з планом російської імператриці Катерини II про реформування Російської імперії на засадах деяких положень західноєвропейської просвітницької теорії (див. Просвітництва доба) та збереження самодержавства. Складалася з виборних депутатів від усіх станів імперії (за винятком залежних селян) і мала провести кодифікацію всього законодавства країни.

## Створення комісії
«Маніфест про скликання комісії» від 14 грудня 1766 встановлював процедуру виборів депутатів та складання для них наказів від виборців. Це мало продемонструвати участь широких кіл громадськості в розробці нового кодексу законів. Свій план реформування російського суспільства Катерина II обнародувала в «Наказе императрицы, данном комиссии о сочинении нового Уложения».
На час проведення виборів обстановка в Гетьманщині та Слобідській Україні була досить напруженою, оскільки саме в цей період тут за ініціативою самодержавства реалізовувалася низка заходів щодо остаточної ліквідації української автономії. За задумом імп. Катерини II, залучення до роботи законодавчої комісії українських виборців мало надати політиці царизму на українських землях видимість законності. Контролювати хід виборчої кампанії до комісії в Гетьманщині повинен був особисто президент 2-ї Малоросійської колегії П.Румянцев (див. П.Румянцев-Задунайський). В секретній інструкції Катерина II рекомендувала йому перешкоджати створенню загальноукраїнської опозиції імперській централізації. Виборцям пропонувалося схвалити для своїх кандидатів типовий наказ з досить поміркованими вимогами соціальних реформ, які в цілому не суперечили б курсу самодержавства на ліквідацію гетьманської влади (див. Гетьманату інститут) і політичної автономії Лівобережної України. Новий губернатор Слобідської України Е.Щербінін мав завдання не допустити того, щоб на змісті наказів депутатам від підлеглих йому територій позначився протест колишніх козаків (з 1765 — військових обивателів) проти реформи козацького устрою краю і заборони селянських переходів. Адміністрація Новоросійської губернії повинна була зробити все, щоб до наказів депутатів від губернії не потрапили вимоги службовців Дніпровського і Донецького пікінерних полків (див. Пікінерські полки), які намагалися захистити свій козацький. статус і наполягали на поверненні своїх полків під юрисдикцію Гетьманщини. Для цього адміністрація вдалася навіть до застосування фізичних розправ.
Однак спрямувати виборчу кампанію в Гетьманщині в потрібне самодержавству русло не вдалося. Зокрема, у наказі ніжинського і батуринського шляхетства було висунуто вимогу про відновлення гетьманської влади і збереження української автономії. П.Румянцев змушений був скасувати ці вибори і арештував ініціаторів «Ніжинської справи».

## Діяльність комісії

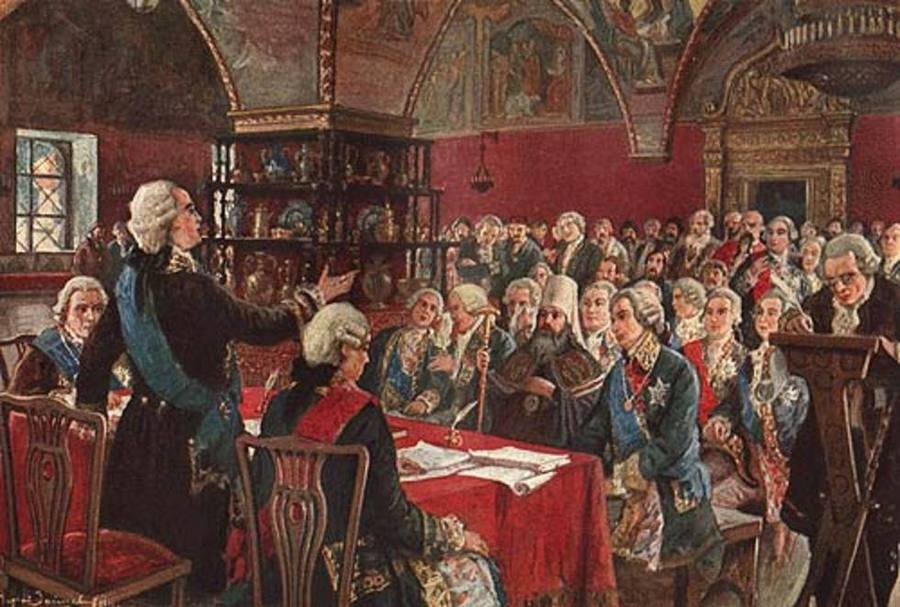
Засідання комісії 1767 рік

Законодавча комісія розпочала свою роботу 30 липня 1767 у Москві, з 565 її депутатів від українських земель було представлено 70 осіб (33 — від Гетьманщини, 20 — від Слобожанщини, 15 — від Новоросійської губ., 2 — від Запорозької Січі). Під час роботи комісії деякі її депутати порушили питання про обмеження, а в подальшому і скасування кріпосного права (див. Кріпацтво). Серед учасників дискусії з селянського питання були й українські депутати, зокрема, І.Дзюбін — від військ. обивателів м. Охтирка та Я.Козельський — від шляхетства Дніпровського пікінерського полку (брат просвітника Я.Козельського). Представники Ліфляндії й Гетьманщини відстоювали автономію своїх країв. Лідером українських автономістів став депутат від лубенського шляхетства Г.Полетика. Депутати від Гетьманщини подали петицію, в якій висловили пропозицію передбачити в новому кодексі законів Російської імперії положення про окремішність українського права та гарантії політичної автономії краю.
Переконавшись у тому, що робота законадавчої комісії набула небажаного для інтересів російського самодержавства спрямування, Катерина II 17 грудня 1768 оголосила про призупинення її діяльності. Офіційним приводом для такого рішення став початок російсько-турецької війни 1768—1774.

### Додаткова література
- Багалей Д. И. К истории Екатерининской комиссии для составления проекта нового Уложения. Киев, 1885 (= Киевская старина. — 1885. — № 9. — С. 1–30. [Архівовано 10 травня 2021 у Wayback Machine.])
- Дитятин И. И. Екатерининская комиссия 1767 года о сочинении проекта нового уложения. Ростов-на-Дону, 1905.
- Пчелин Н. Н. Екатерининская комиссия «О сочинении проекта Нового Уложения» и современное ей русское законодательство. М., 1913.
- Казанцев С. М. Комиссия для сочинения проекта нового Уложения // Законодательство Екатерины II. М.: Юрид. лит., 2000. Т. 1. С. 133—152.
- Белявский М. Т. Наказы сибирских крестьян в Уложенную комиссию 1749 г. // Археография и источнековедение Сибири. Новосибирск, 1945.
- Белявский М. Т., Омельченко О. А. Наказы тобольских крестьян в Уложенную комиссию 1749 г. // Сибирское источниковедение и археография. Новосибирск, 1950.
- Белявский Т. М., Омельченко О. А. Наказы черносошных, экономических и приписных крестьян Тобольской провинции в Уложенную комиссию 1749 г. // Рукописная традиция XVI—XIX вв. на востоке России. Новосибирск, 1948.
- Белявский Т. М., Омельченко О. А. Наказы ялуторовских крестьян в Уложенную комиссию 1749 г. //Источники по культуре и классовой борьбе феодального периода. Новосибирск, 1942.
- Горбань Н. В. Западно-Сибирское крестьянство по наказам в Комиссию 1749 г. // Известия Омского отделения географического общества СССР. Вып. 3 (10). 1950.
- Кондрашенков А. А. Крестьяне Зауралья по наказам в Комиссию 1749 г. // Ученые записки Курганского пединститута. Курган, 1948.
- Макаров В. И. Крестьянство Сибири по наказам в Комиссию 1749 г. // Вопросы истории Сибири. Л., 1951.
- Мирончук А. Історіографічна традиція Уложеної комісії 1767—1768 рр. на сторінках енциклопедичних видань // Енциклопедичний вісник України. 2015. Вип. 6-7. С. 66-76. DOI: https://doi.org/10.37068/evu.6-7.12
- Недосекин В. И. Наказы в Законодательную комиссию 1749 г. как исторический источник: Автореф. дис. …канд. ист. наук. Воронеж, 1948.
- Недосекин В. И. Об изучении наказов в законодательную комиссию 1749 г. // Источниковедение отечественной истории, 1949. М., 1980.
- Покровская И. М. Наказы от городов Сибири в Уложенную комиссию 1749 г. как исторический источник // Археографический ежегодник за 1948 г. М., 1948.